# Remiremont
Remiremont (Duits: Romberg) is een gemeente in het Franse departement Vosges in de regio Grand Est. De plaats maakt deel uit van het arrondissement Épinal. Remiremont telde op 1 januari 2022 7.500 inwoners.

## Historie
De stad is ontstaan uit de abdij van Remiremont. De abdij werd gesticht door de Frankische edelman Romarik rond het jaar 620 en kreeg de naam Saint-Mont. Het diende als een klooster voor zowel mannen als vrouwen. Later werd de gemeenschap opgesplitst, en de vrouwen verhuisden naar een lager gelegen locatie in het dal, wat de oorsprong werd van de stad Remiremont.

## Geografie
De oppervlakte van Remiremont bedroeg op 1 januari 2022 18 vierkante kilometer; de bevolkingsdichtheid was toen 416,7 inwoners per km².
Remiremont ligt in de uitlopers van de Vogezen aan de Moezel, vlak bij het punt waar de Moselotte in de Moezel stroomt. De stad ligt 25 kilometer ten zuidoosten van Épinal en 27 kilometer ten westen van de skigebieden Gérardmer en La Bresse. De wandelroute GR7 loopt langs Remiremont.
De onderstaande kaart toont de ligging van Remiremont met de belangrijkste infrastructuur en aangrenzende gemeenten.

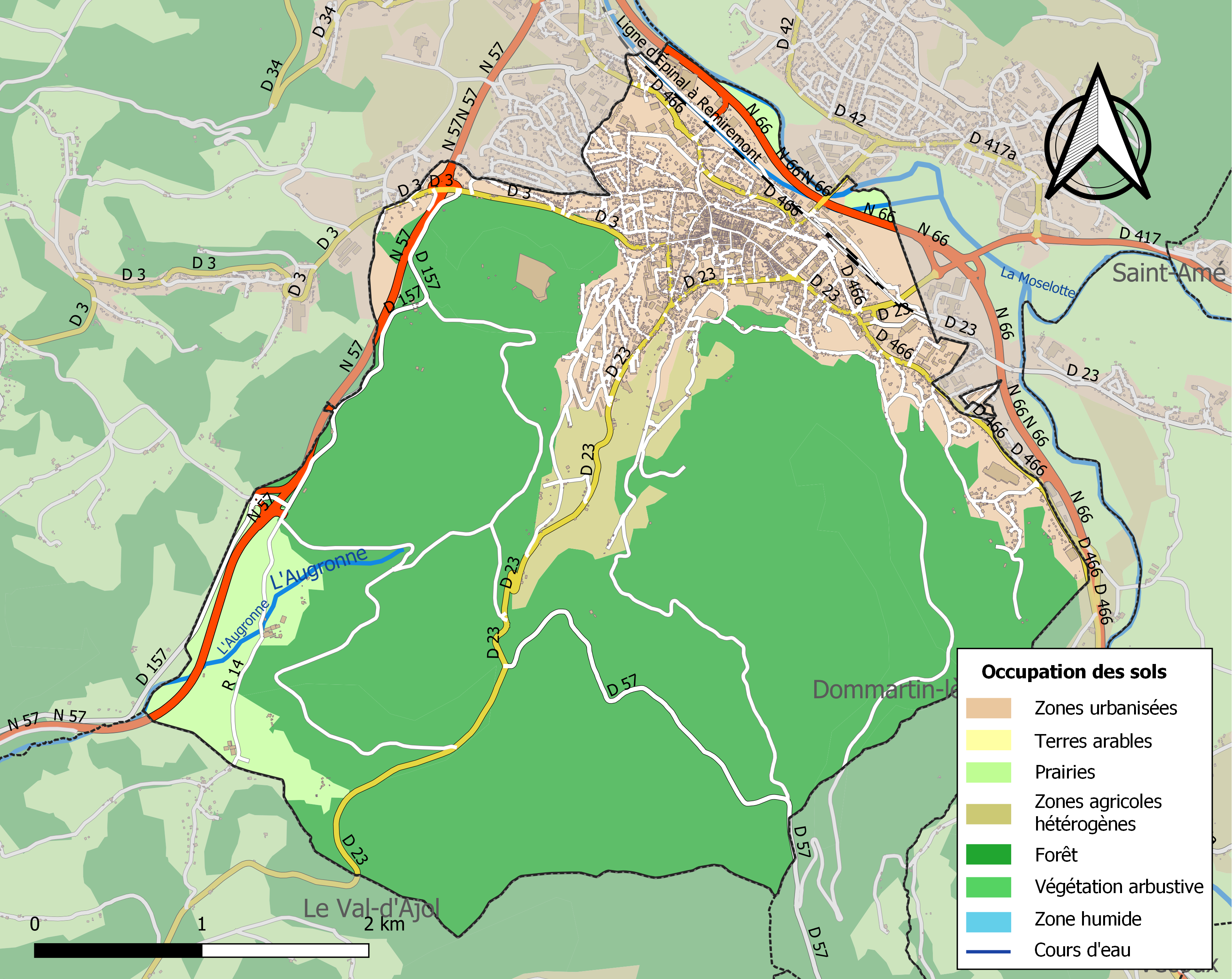

## Verkeer en vervoer
In de gemeente ligt spoorwegstation Remiremont.

## Demografie
Onderstaande figuur toont het verloop van het inwonertal (bron: INSEE-tellingen).

## Geboren
- Alix Le Clerc (1576-1622), zalig verklaarde kloosterzuster en ordestichter
- Paul Delouvrier (1914-1995), bestuurder en stadsontwikkelaar
- René Aubry (1956), componist
- Julien Absalon (1980), wielrenner
- Nabil Baha (1981), voetballer
- Steve Chainel (1983), wielrenner
- Florent Claude (1991), biatleet
- Delphine Claudel (1996), langlaufster
- Clément Noël (1997), alpineskiër